# Omicidio di Ján Kuciak
L'assassinio di Ján Kuciak venne commesso in Slovacchia il 21 febbraio 2018. Ján Kuciak era un giornalista investigativo slovacco e lavorava come reporter presso il sito web informativo Aktuality.sk, incentrato principalmente nell'investigare sulle frodi fiscali di diversi uomini d'affari connessi alle alte sfere politiche slovacche. Kuciak e la sua fidanzata, Martina Kušnírová, vennero uccisi con colpi d'arma da fuoco nel febbraio del 2018 all'interno della loro casa a Veľká Mača, nel comune di Veľká Mača, all'interno del distretto di Galanta, in Slovacchia.
Kuciak è stato il primo giornalista a essere ucciso in Slovacchia dall'indipendenza del paese. L'omicidio del giovane giornalista ha causato stupore e incredulità nel popolo slovacco, innescando una serie di proteste di massa e portando alla crisi politica del paese, il cui governo si è diviso tra il primo ministro Robert Fico, da un lato, e il presidente della Repubblica Andrej Kiska con altri partiti dell'opposizione, dall'altro. La crisi politica è culminata nel 15 marzo con le dimissioni da parte del primo ministro Fico e della sua coalizione di governo.

## Carriera giornalistica e investigazioni di Kuciak
Ján Kuciak è nato il 17 maggio 1990 nel villaggio di Štiavnik nel distretto di Bytča. Si è laureato con un master in giornalismo presso l'Università di Costantino Filosofo di Nitra, dove ha continuato i suoi studi nel campo della comunicazione di massa. Mentre stava lavorando al suo dottorato, ha anche tenuto una cattedra presso la stessa facoltà.
In seguito, ha iniziato a lavorare per il giornale Hospodárske noviny, prima di ottenere una posizione nella redazione di Aktuality.sk, lavorando principalmente come giornalista investigativo. Le indagini di Kuciak si focalizzavano sull'evasione fiscale, inclusi casi di frode fiscale legati a Direzione - Socialdemocrazia, partito politico slovacco guidato dal primo ministro Robert Fico. Kuciak aveva in precedenza scritto a proposito di assetti proprietari opachi di alcune aziende, oltre che della sospetta sistematica appropriazione indebita di fondi dell'Unione europea.
Nell'ultimo articolo pubblicato prima della sua morte, il 9 febbraio 2018, Kuciak aveva scritto a proposito dell'uomo d'affari Marián Kočner, che era divenuto noto in Slovacchia nel 1998 per aver tentato inutilmente di entrare in possesso dell'emittente televisiva privata TV Markíza con l'aiuto dell'agenzia di intelligence slovacca Slovenská informačná služba (SIS). Kuciak aveva in precedenza dimostrato nei suoi articoli come Kočner fosse coinvolto in un elaborato piano di evasione fiscale dell'IVA. Secondo le inchieste condotte da Kuciak, Kočner stava comprando e vendendo degli appartamenti di lusso a se stesso, certe volte per la cifra simbolica di 1 €, defraudando lo stato di importanti somme di denaro sotto forma di tasse. Kočner avrebbe in seguito presumibilmente iniziato a minacciare Kuciak e la sua famiglia. Kuciak aveva poi presentato una denuncia penale nei confronti di Kočner nel settembre 2017, ma, a distanza di 44 giorni da quando la denuncia era stata deposta nessun agente di polizia era stato assegnato al caso.

## Omicidio

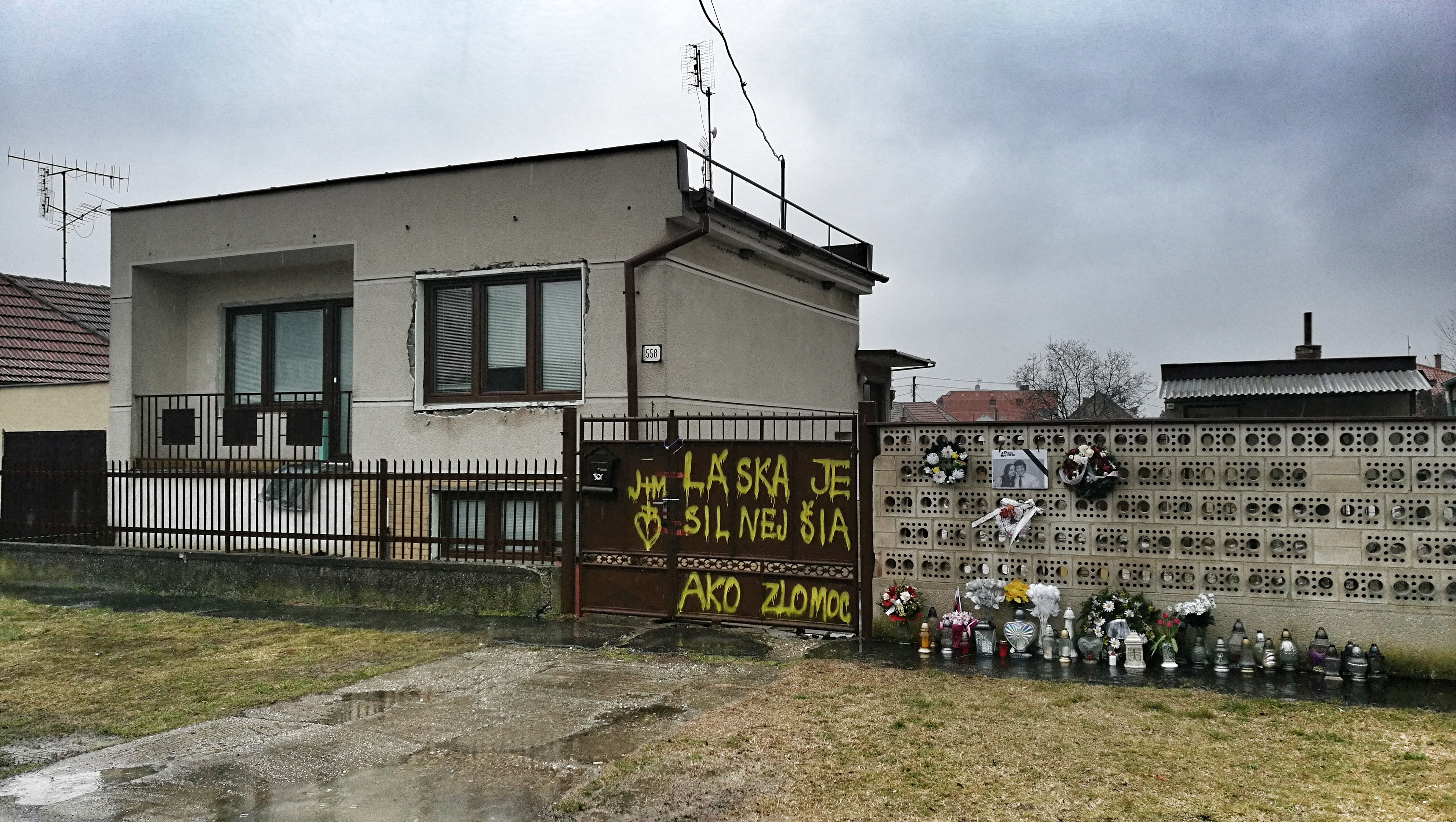
Il luogo dell'omicidio nel villaggio di Veľká Mača

Al momento della morte, Ján Kuciak aveva 27 anni e viveva insieme alla fidanzata, Martina Kušnírová, nel villaggio di Veľká Mača, circa 65 km ad est della capitale Bratislava. La mattina del 26 febbraio 2018, i familiari delle vittime hanno chiamato la polizia dopo che la coppia non aveva risposto alle loro telefonate per oltre quattro giorni. Kušnírová, infatti, era solita parlare con la madre quotidianamente. La madre ha dichiarato di aver parlato con la figlia per l'ultima volta nel pomeriggio del 21 febbraio, e di non aver ricevuto risposta quando aveva provato a contattarla nuovamente la sera stessa. La famiglia ha dichiarato che il telefono di Kusnirova si era spento tre giorni dopo, probabilmente a causa della batteria scarica.
La polizia, entrando in casa della coppia, ha trovato i corpi di Kuciak e Kušnírová, uccisi con colpi d'arma da fuoco. A Kuciak avevano sparato due volte nel petto, mentre Kušnírová aveva ricevuto un colpo in testa frontale. Entrambi sono stati uccisi a bruciapelo con una pistola calibro 9 mm. Non ci sono stati segni di colluttazione e niente è stato apparentemente rubato. La polizia ha trovato sulla scena del crimine due cartucce vuote oltre a svariati proiettili inutilizzati. Inizialmente si sospettava che i due omicidi fossero stati commessi tra il 22 e il 25 febbraio, ma adesso si ritiene che l'assassinio sia avvenuto la sera del 21 febbraio.

## Reazioni

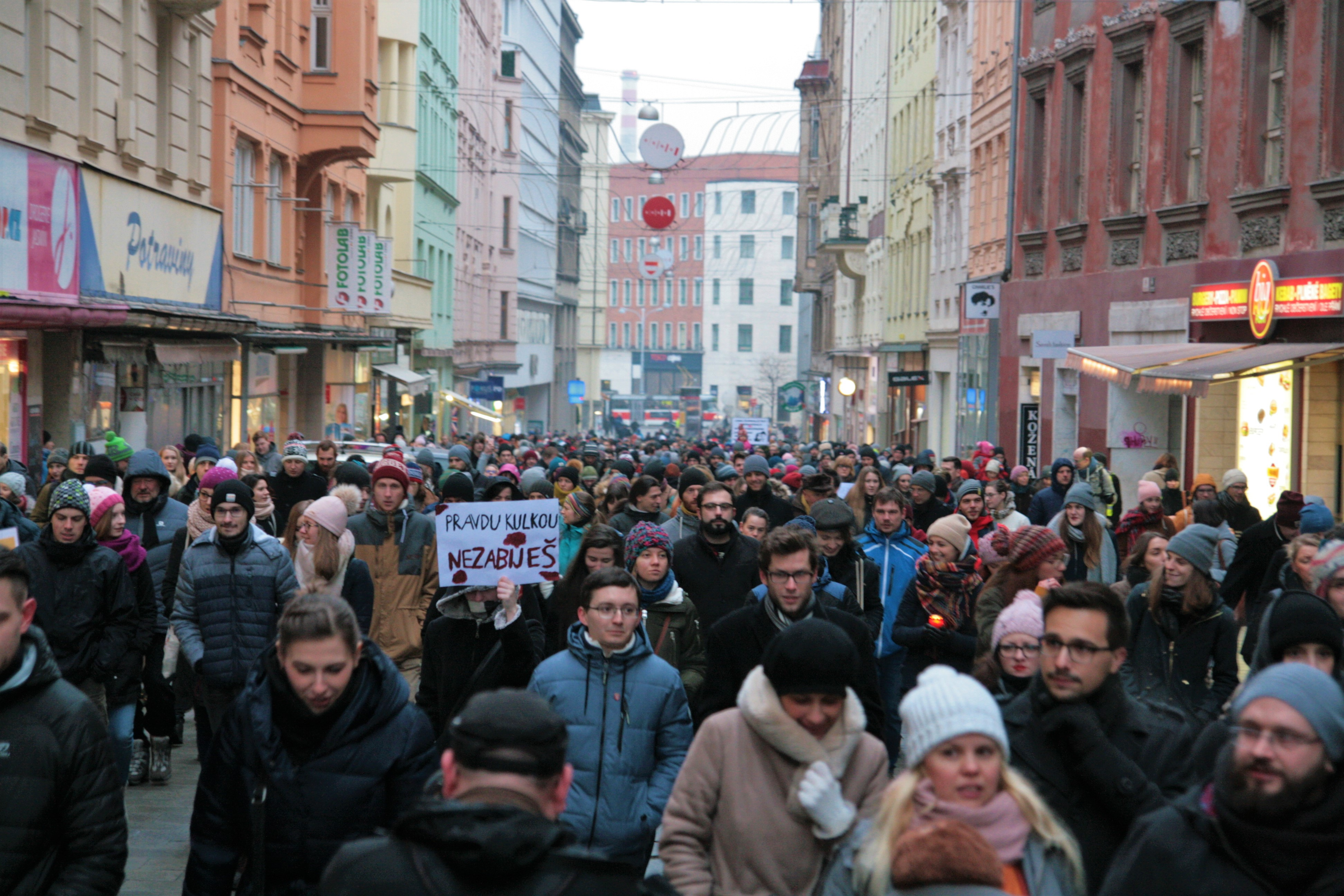
Marcia in onore di Ján e Martina a Brno

L'omicidio di Kuciak e Kušnírová ha scatenato violente reazioni in tutta la Slovacchia. Il giorno successivo alla pubblicazione della notizia, sono stati organizzati dei raduni nel paese in memoria dei due ragazzi. Sono state accese della candele in Piazza SNP a Bratislava e davanti agli uffici di Aktuality.sk, dove Kuciak lavorava. Simili iniziative sono state organizzate anche in Repubblica Ceca, nelle città di Praga e Brno. Il presidente Andrej Kiska ha affermato di essere "scioccato e inorridito che una cosa del genere sia accaduta in Slovacchia". Il presidente del Parlamento europeo Antonio Tajani ha fatto appello alla Slovacchia per iniziare una approfondita indagine sull'accaduto, offrendo supporto internazionale se necessario, aggiungendo che "non smetteremo di levare la nostra voce, continuando a vigilare, affinché tutti i colpevoli vengano assicurati alla giustizia". Ringier Axel Springer, l'editore di Aktuality.sk, ha definito gli omicidi un "crudele assassinio", promettendo di sostenere gli sforzi giornalistici della testata.

### Proteste

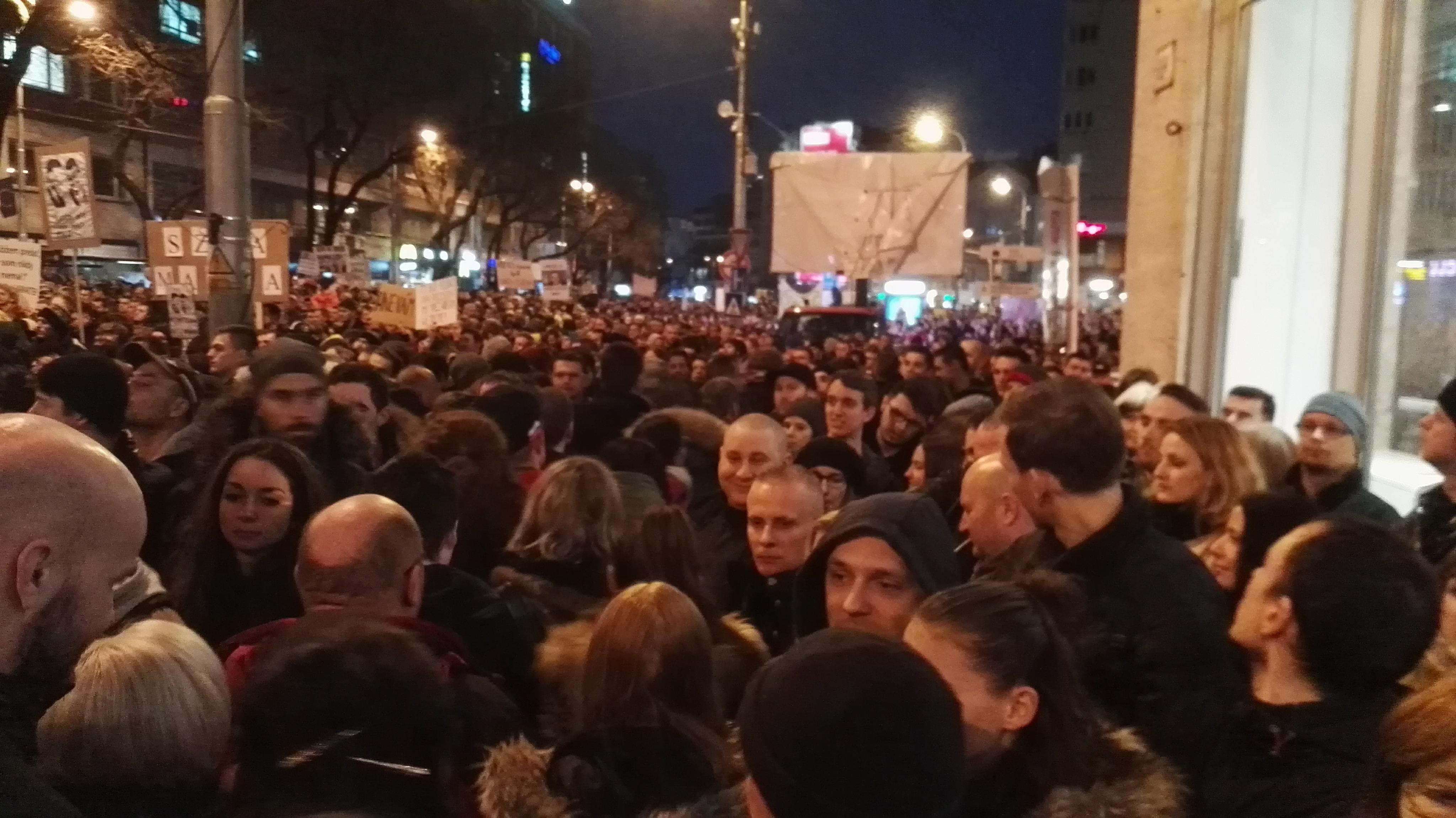
Protesta slovacca a Bratislava, 16 marzo 2018

Il 2 marzo 2018, circa 25 000 persone hanno protestato a Bratislava contro i due omicidi. Il 9 marzo sono state organizzate proteste in 48 città in tutta la Slovacchia e in altre 17 città nel resto del mondo. Solo a Bratislava, circa 60 000 hanno partecipato alla marcia di protesta, la più grande affluenza mai registrata a manifestazioni di protesta dalla Rivoluzione di velluto del 1989. Le proteste sono state appoggiate da diverse università della Slovacchia e della Repubblica Ceca, oltre che da numerosi insegnanti, associazioni scolastiche, artisti e organizzazioni non governative. Ventuno università hanno cancellato le lezioni pomeridiane per permettere agli studenti e al personale studentesco di partecipare alle manifestazioni.
Due giorni dopo le dimissioni del primo ministro Fico, si è svolta a Bratislava una manifestazione ancora più grande, con oltre 65 000 persone che hanno partecipato all'insegna di slogan come "Basta diffamazione" e "Elezioni anticipate". František Mikloško, ex-membro del Parlamento e in precedenza candidato alle elezioni presidenziali del 2009, ha pronunciato un discorso appassionato durante la protesta, dicendo che "la rivoluzione iniziata dai genitori dev'essere portata a termine dai figli", e facendo notare che le proteste popolari erano riuscite a far dimettere il governo in carica solo in due occasioni nella storia della Cecoslovacchia post-bellica: nel novembre del 1989 e adesso, aggiungendo che "quando qualcuno proverà ad abusare del proprio potere in futuro, farà bene a ricordarsi del marzo 2018 e delle proteste di massa in seguito all'omicidio Kuciak". Il discorso di Mikloško è stato accompagnato dallo scuotere di chiavi, riportando alla memoria la Rivoluzione di velluto del 1989.

## Indagini
La mattina stessa del ritrovamento dei due corpi, il capo della polizia slovacca Tibor Gašpar dichiarò in conferenza stampa che gli omicidi "hanno probabilmente qualcosa a che fare con le attività investigative" di Kuciak. Il governo della Slovacchia guidato da Robert Fico ha offerto un milione di euro per qualunque informazione che potesse condurre agli assassini. Il primo ministro Fico ha fatto tale dichiarazione durante una conferenza stampa insieme al Ministro dell'Interno Robert Kaliňák e al capo della polizia Tibor Gašpar. Durante la conferenza stampa, descritta dai critici come "surreale" e "bizzarra", venne mostrato un mucchio di banconote che ammontava a un milione di euro, che il governo promise di offrire a chiunque si sarebbe fatto avanti portando informazioni utili a fare luce sull'accaduto. Inoltre, il primo ministro Fico annunciò la formazione di una nuova task force interna che avrebbe incluso impiegati dell'Ufficio del Procuratore Generale, dell'Ufficio del Procuratore Speciale, del Ministero dell'Interno e della SIS, nel tentativo di risolvere il caso.
Al momento della sua morte, Kuciak stava investigando sulle connessioni slovacche dell'organizzazione criminale italiana 'Ndrangheta, e aveva in precedenza portato alla luce una frode fiscale organizzata che ruotava attorno agli uomini d'affari vicini al partito di governo Direzione - Socialdemocrazia. Il 28 febbraio, Aktuality.sk ha pubblicato l'ultimo articolo di Kuciak, rimasto incompiuto. L'articolo mette in evidenza le attività degli uomini d'affari italiani e i loro legami con il crimine organizzato che si era stabilito nella Slovacchia orientale, il quale aveva passato anni ad appropriarsi illecitamente dei fondi dell'Unione europea stanziati per lo sviluppo delle regioni più povere, e sottolinea le loro connessioni con alti officiali di stato, tra cui Viliam Jasaň, deputato e segretario del Consiglio di Sicurezza Statale della Slovacchia, e Mária Trošková, un'ex-modella che era diventata consigliera principale del primo ministro Robert Fico. Sia Jasaň che Trošková presero un congedo il giorno stesso, affermando che sarebbero tornati ad occupare le loro posizioni non appena le indagini si fossero concluse.

### Primi arresti

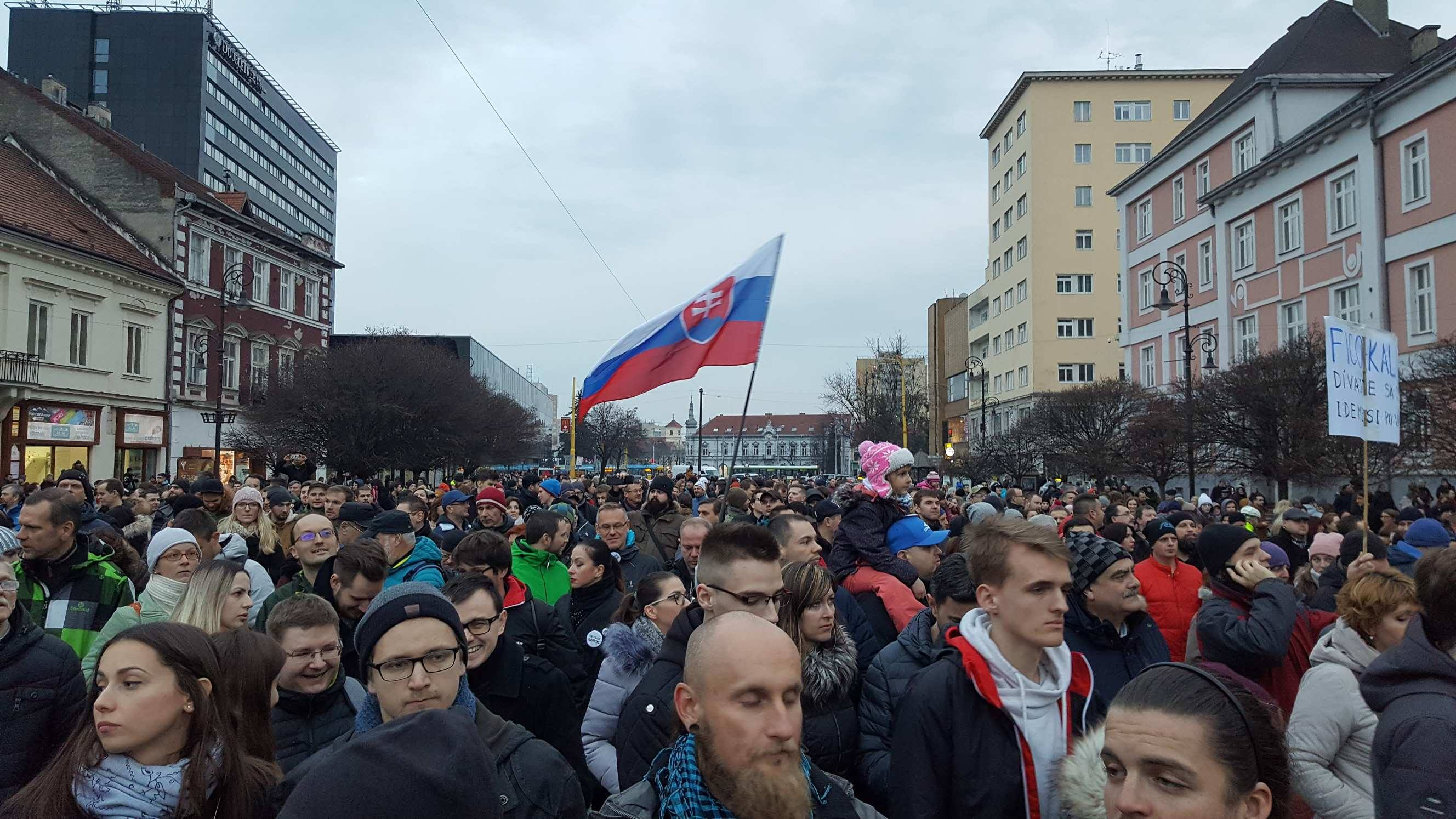
Protesta a Košice, 9 marzo 2018

Il 1º marzo 2018, quattro giorni dopo gli omicidi, le unità armate del corpo di polizia d'élite NAKA, l'Agenzia nazionale anticrimine, effettuarono dei blitz in varie località della Slovacchia orientale, nelle città di Michalovce e Trebišov. Antonino Vadalà, un uomo d'affari menzionato nell'ultimo articolo di Kuciak, venne trattenuto insieme ai suoi due fratelli Sebastiano e Bruno, così come il cugino Pietro Caprotta e diversi altri uomini d'origine italiana. Tuttavia, tutti gli uomini sotto custodia vennero rilasciati dopo 48 ore per insufficienza di prove. Il giorno dell'arresto, il procuratore generale Jaromír Čižnár ordinò alla polizia di non rilasciare ulteriori informazioni alla stampa o al pubblico a proposito delle indagini. Vadalà venne arrestato di nuovo il 13 marzo, questa volta a causa di un mandato di cattura europeo richiesto dalla polizia italiana per reati di droga connessi alla criminalità organizzata internazionale. Secondo il mandato di cattura, infatti, Vadalà era sospettato anche di traffico di droga oltre che di riciclaggio di denaro. Tra le varie accuse, Vadalà avrebbe anche pianificato di importare grandi quantità di cocaina dal Sudamerica. Il 23 aprile 2018, la Slovacchia ha approvato la richiesta di estradizione da parte dell'Italia.
Tra gli indagati per l'omicidio vi sono inoltre l'ex poliziotto Tomáš Szabó e l'ex soldato Miroslav Marček, l’imprenditore Zoltán Andruskó e l'interprete di italiano Alena Zsuzsová, arrestati a fine settembre 2018.

## Crisi politica

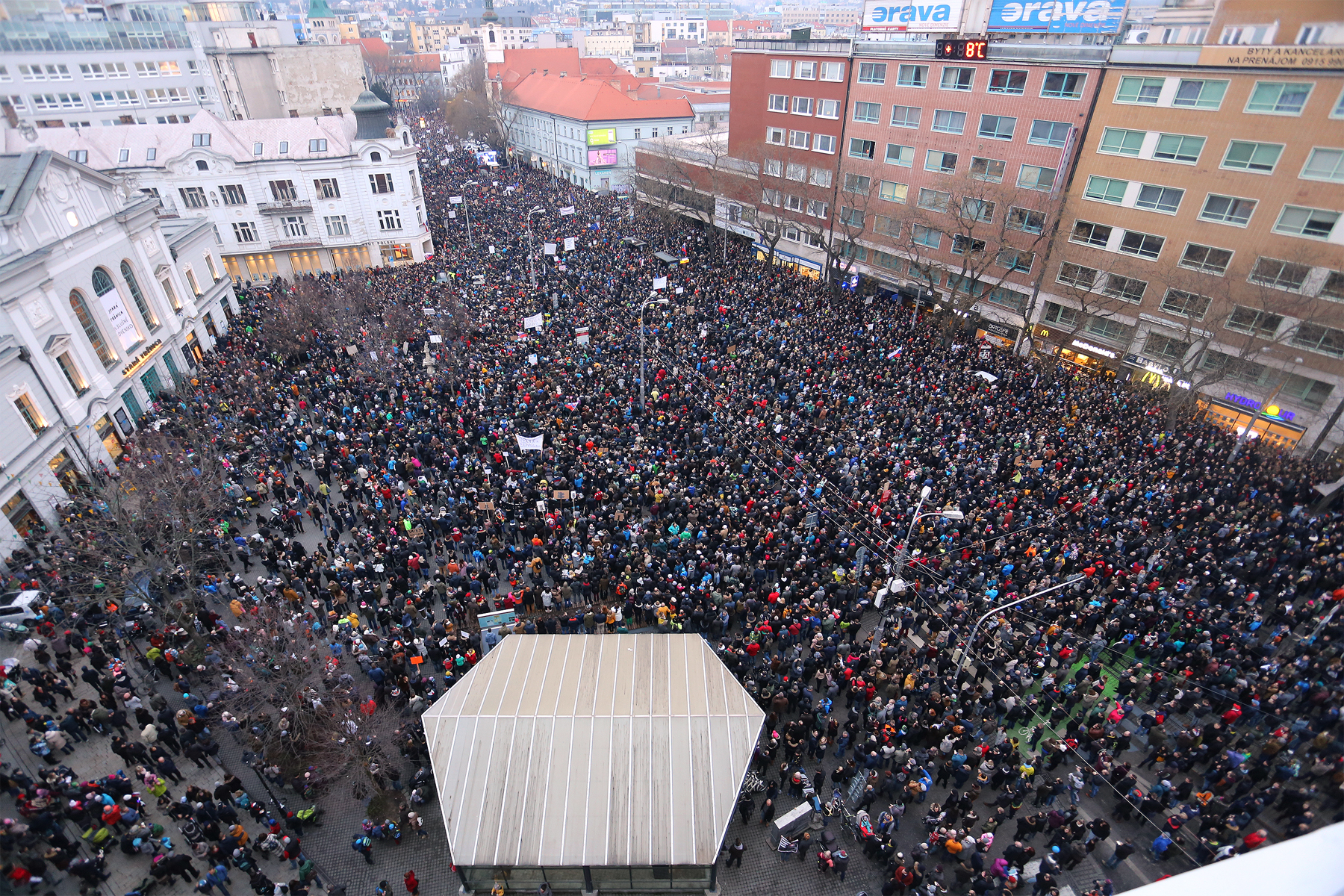
Protesta a Bratislava, 9 marzo 2018

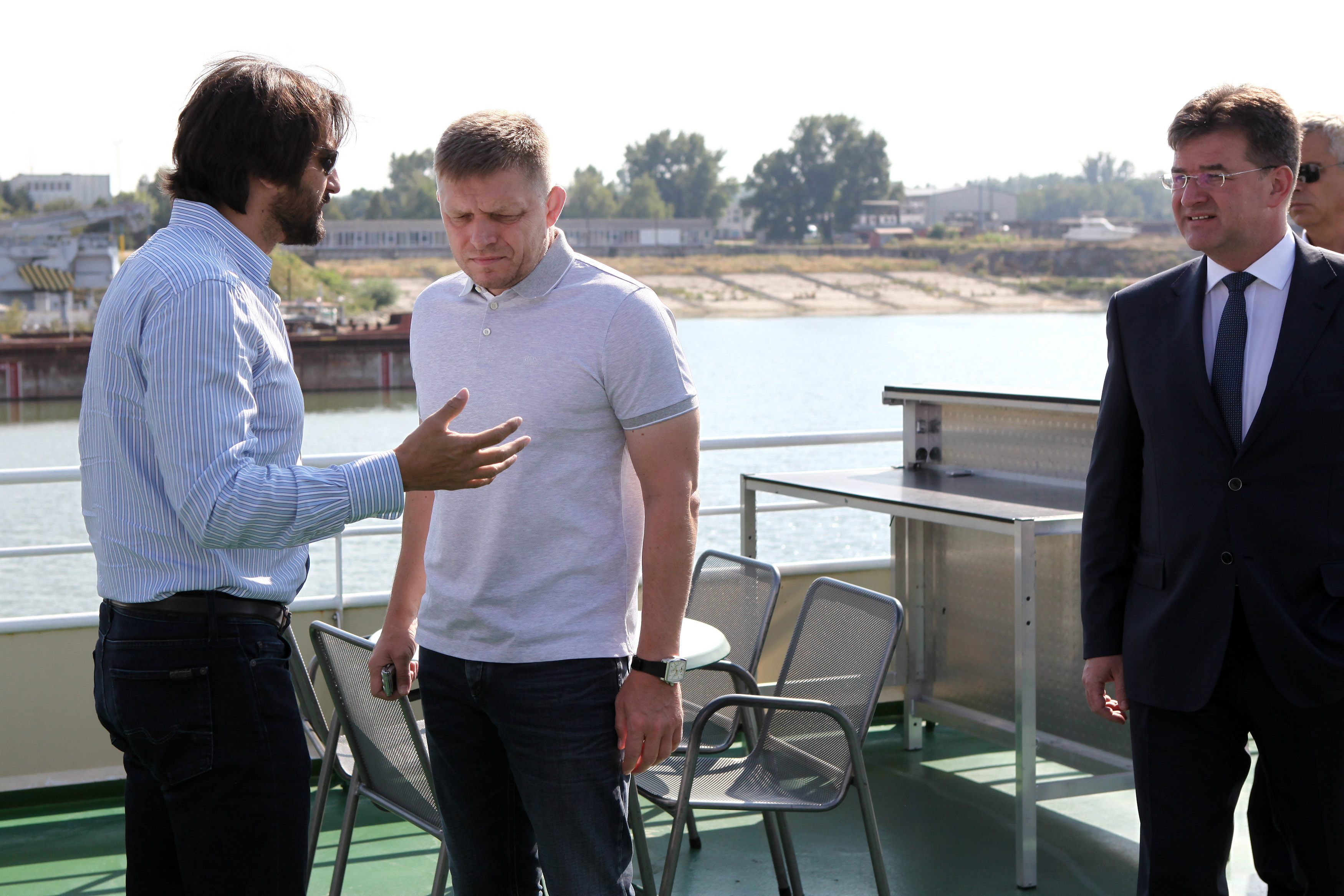
Il Ministro dell'Interno Robert Kaliňák parla con il primo ministro Robert Fico

Lo stesso giorno in cui venne annunciato l'omicidio, il primo ministro Fico invitò l'opposizione a non "sfruttare" la situazione. Nel frattempo, un certo numero di politici dell'opposizione accusò il partito al governo Direzione - Socialdemocrazia di essere indirettamente coinvolto. La deputata Veronika Remišová, del partito di opposizione OĽaNO, ha paragonato le due uccisioni al famigerato omicidio di Róbert Remiáš, un ufficiale di polizia assassinato nel 1996 in quello che si ritiene essere stato un omicidio effettuato dalla mafia slovacca per ordine dell'allora primo ministro Vladimír Mečiar. Il 27 febbraio, i partiti Libertà e Solidarietà e OĽaNO chiesero le dimissioni del ministro degli Interni Robert Kaliňák e del capo di polizia Tibor Gašpar.
La crisi si intensificò il 4 marzo, quando il presidente Kiska parlò durante una trasmissione in diretta televisiva, chiedendo al governo di non polarizzare ulteriormente il paese e auspicando una "radicale riorganizzazione del governo" e le elezioni anticipate. Il discorso del presidente Kiska fece infuriare Fico, che accusò Kiska di "essersi unito all'opposizione". Inoltre, Fico accusò Kiska di cospirare con il miliardario ungaro-americano George Soros nella pianificazione di un colpo di Stato, sulla base del fatto che il presidente Kiska si era incontrato con Soros nell'appartamento di Soros a New York nel settembre 2017, apparentemente per discutere questioni relative alla minoranza rom.
Il 28 febbraio, due giorni dopo la notizia dell'omicidio di Kuciak, il Ministro della Cultura Marek Maďarič annunciò le sue dimissioni. Nell'annunciare la sua decisione alla stampa, Madaric dichiarò che "come Ministro della Cultura, non posso sopportare il fatto che un giornalista sia stato ucciso durante il mio mandato". Robert Kaliňák, Ministro degli Interni e vice primo ministro, si dimise il 12 marzo 2018 dopo settimane di crescente pressione. Il partito Most-Híd, giovane partito di coalizione del governo, aveva richiesto le dimissioni di Kaliňák in cambio di continuo supporto verso Direzione - Socialdemocrazia. Il giorno dopo, Most-Híd aderì alle richieste di elezioni anticipate, annunciando che avrebbe lasciato il governo se non fosse riuscito a raggiungere un accordo con i suoi due partner della coalizione, Direzione - Socialdemocrazia e il Partito Nazionale Slovacco (SNS). Il presidente di Most-Híd, Béla Bugár, annunciò la decisione dopo una sessione di otto ore del Consiglio Repubblicano di Most-Híd, l'organo decisionale del partito.

### Le dimissioni di Fico
Il 14 marzo, a seguito di un incontro con il presidente Kiska, il primo ministro Fico ha annunciato che si sarebbe dimesso da primo ministro per evitare le elezioni anticipate e "risolvere la crisi politica". Durante l'incontro, Fico ha esposto una serie di condizioni specifiche che Kiska avrebbe dovuto soddisfare ai fini delle dimissioni di Fico, tra cui rispettare i risultati delle elezioni parlamentari slovacche del 2016, la necessità dell'attuale coalizione di governo in carica di continuare a governare, e il fatto che Direzione - Socialdemocrazia, in quanto partito maggioritario in parlamento, avrebbe dovuto nominare il prossimo primo ministro. Fico aveva dichiarato di avere già un candidato in mente, ampiamente riportato dai media slovacchi come il vice primo ministro Peter Pellegrini. Il 15 marzo, il presidente Kiska ha formalmente accettato le dimissioni di Fico e del suo governo, ed ha assegnato a Pellegrini l'incarico di formare il nuovo governo.

## Processo
Il 19 dicembre 2019 si è tenuta l’udienza preliminare del processo per l'omicidio del giornalista e della sua fidanzata. Il procedimento è a carico dell’oligarca Marián Kočner, accusato di essere il mandante dell’omicidio, e dei tre presunti assassini, l’ex interprete del giornalista Alena Zsuzsová, Tomáš Szabó e Miroslav Marček che rischiano una condanna tra i 25 anni di reclusione e l’ergastolo. Il dibattimento a carico dei quattro imputati si è svolto in condizioni di massima sicurezza nel tribunale speciale della città di Pezinov, non lontano dalla capitale Bratislava. Le udienze pubbliche sono iniziate il 13 gennaio. L’International Press Institute ha monitorato il processo come osservatore, riportandone gli esiti giorno per giorno. Durante il primo giorno di udienza, Miroslav Marček, ex militare, ha ammesso la sua colpevolezza come esecutore materiale dell’omicidio, raccontando, nel dettaglio, ai giudici la dinamica dell’esecuzione.
La corte suprema il 3 settembre 2020 assolve i due imputati Marián Kočner e Alena Zsuzsová.
Il 19 maggio 2023 il tribunale di Pezinok assolve in appello il presunto mandante Marián Kočner mentre è stata condannata a 25 anni di carcere Alena Zsuzsová per aver mediato tra il mandante e gli esecutori dell'omicidio.